# ナツツバキ属
ナツツバキ属（ナツツバキぞく、学名: Stewartia）は、ツバキ目ツバキ科に属する属。
この属名はカール・フォン・リンネによって、イギリス人政治家で植物愛好家のビュート伯ジョン・ステュアート（John Stuart）への献名として命名されたが、Stewartiaとつづられた。

## 特徴
落葉の高木または低木で、まれに常緑のものがある。葉は互生し、葉身は楕円形から長楕円形で、やや厚い羊皮質になり、縁に微鋸歯がある。花は両性で、やや大型になり、花弁は5個、色は白色、ときに紅色になる。果実は蒴果となり、卵形で、頂部から深く5裂するが、裂片が広く開くまでにはいたらない。
世界に約8種（Wikipedia英語版では「8-20種」）が知られており、アジアおよび北アメリカに分布している。日本では3種が知られる。

## 日本の種
- ナツツバキ Stewartia pseudocamellia Maxim.
- ヒコサンヒメシャラ Stewartia serrata Maxim.
  - トウゴクヒメシャラ Stewartia serrata Maxim. f. sericea (Nakai) H.Hara
- ヒメシャラ Stewartia monadelpha Siebold et Zucc.
  - トチュウシャラノキ Stewartia monadelpha Siebold et Zucc. f. sericea (Nakai) H.Hara